# Facharzt für Innere Medizin und Nephrologie
Facharzt für Innere Medizin und Nephrologie, auch Nephrologe/Nephrologin, ist in Deutschland die offizielle Bezeichnung für einen Facharzt, der sich auf die ärztliche Tätigkeit im Bereich Nephrologie des Gebietes Innere Medizin spezialisiert hat.

## Gebietsdefinition Innere Medizin
Nach der deutschen Muster-Weiterbildungsordnung 2018 umfasst das Gebiet Innere Medizin die Vorbeugung, (Früh-)Erkennung, konservative und interventionelle Behandlung sowie Rehabilitation und Nachsorge der Gesundheitsstörungen einschließlich geriatrischer Krankheiten und Erkrankungen der Atmungsorgane, des Herzens und Kreislaufs, der Verdauungsorgane, der Nieren und ableitenden Harnwege, des Blutes und der blutbildenden Organe, des Gefäßsystems, des Stoffwechsels und der inneren Sekretion, des Immunsystems, des Stütz- und Bindegewebes, der Infektionskrankheiten und Vergiftungen sowie der soliden Tumore und der hämatologischen Neoplasien. Das Gebiet umfasst auch die Gesundheitsförderung und die Betreuung unter Berücksichtigung der somatischen, psychischen und sozialen Wechselwirkungen und die interdisziplinäre Koordination der an der gesundheitlichen Betreuung beteiligten Personen und Institutionen.

## Facharzt-Weiterbildung Innere Medizin und Nephrologie
Um in Deutschland als Facharzt für Innere Medizin und Nephrologie tätig werden zu können, muss nach dem Abschluss eines Medizinstudiums und erteilter Approbation als Arzt
- eine mindestens 72 Monate dauernde Weiterbildung Monate im Gebiet Innere Medizin an zugelassenen Weiterbildungsstätten absolviert werden, davon müssen abgeleistet werden:
- 36 Monate in Innerer Medizin und Nephrologie, davon
  - 6 Monate in der Dialyse
  - 24 Monate in der stationären Patientenversorgung,
- 24 Monate in mindestens zwei verschiedenen Facharztkompetenzen des Gebiets Innere Medizin,
- 6 Monate in der Notfallaufnahme,
- 6 Monate in der Intensivmedizin.[1]

Bei der Anmeldung zur Weiterbildungsprüfung müssen der zuständigen Ärztekammer sämtliche Nachweise über die erfüllten Mindestanforderungen vorgelegt werden. Dazu gehören auch die Logbuch-Dokumentationen über alle durch die MWBO vorgegebenen Inhalte der Weiterbildung. Zur Weiterbildungsprüfung muss man darlegen, dass man über die entsprechenden Kenntnisse, Erfahrungen und Fertigkeiten im Fach verfügt.
Die Inhalte der Facharzt-Weiterbildungen im Gebiet Innere Medizin / Facharzt/Fachärztin für Innere Medizin (Nephrologe/Nephrologin) sind in der Muster-Weiterbildungsordnung festgeschrieben.

## Inhalte der Weiterbildung
Zur Weiterbildungsprüfung muss dargelegt werden können, dass man Kenntnisse, Erfahrungen und Fertigkeiten unter anderem in folgenden Bereichen erlangt hat:

### Spezifische Inhalte der Facharzt-Weiterbildung Innere Medizin und Nephrologie
- Prävention, Differentialdiagnose, Therapieoptionen, Rehabilitation und Nachsorge von nephrologischen Erkrankungen
- Behandlung pulmo-, kardio- und hepatorenaler Syndrome
- Behandlung von Patienten mit unkompliziertem Verlauf nach Nierentransplantation
- Prävention, Behandlung und Rehabilitation von Erkrankungen des Urogenitaltraktes
- Behandlung
  - von Systemerkrankungen mit Nierenbeteiligung, insbesondere Kollagenosen, Vaskulitiden, sekundäre Amyloidose
  - gutartiger und bösartiger Tumore des Urogenitaltraktes
  - genetischer Erkrankungen mit Nierenbeteiligung, insbesondere Zystenerkrankungen
  - von Nierenerkrankungen in der Schwangerschaft
  - und Rehabilitation bei arterieller Hypertonie, insbesondere schwerer Verlaufsformen und ihrer Folgeerkrankungen
  - vital bedrohlicher Zustände mit renaler Beteiligung einschließlich Indikationsstellung zu interventionellen Eingriffe
  - komplexer Störungen des Wasser–und Elektrolythaushalts sowie des Säure-Basen-Haushalts
  - von Störungen der endokrinen Regulation bei Nierenfunktionsstörungen
  - des akuten Nierenversagens einschließlich der Nierenersatztherapie, auch bei Sepsis und Multiorganversagen
  - der chronischen Nierenkrankheit und ihrer Folgeerkrankungen einschließlich der Nierenersatztherapie
  - Indikationsstellung, Management und Beurteilung von passageren und permanenten Dialysezugängen einschließlich Shuntoperationen und Implantation von Peritonealdialyse-Kathetern
- Diagnostische Verfahren in der Nephrologie
- Durchführung und Interpretation von Nierenbiopsien
- Durchführung therapeutischer extrakorporaler Eliminationsverfahren, insbesondere Lipidapherese, Plasmapherese und Immunadsorption
- Durchführung einschließlich Indikation und Beendigung der Nierenersatztherapie (intermittierende und kontinuierliche, Hämodialyse, Hämofiltration, Hämodiafiltration, intermittierende und kontinuierliche Peritonealdialyse)
- Schulung und Beratung zu Ernährung, Diätetik und medikamentöser Therapie, insbesondere bei chronischer Nierenkrankheit, akutem Nierenversagen, Intoxikation,  arterieller Hypertonie.[1]

Die Inhalte der Musterweiterbildungsordnung sind allerdings nur eine Empfehlung für die rechtsverbindlichen Weiterbildungsordnungen der Landesärztekammern, die hiervon abweichende Regelungen treffen können.

## Zusatzweiterbildungen
Nephrologen und Nephrologinnen haben die Möglichkeit, sich durch Zusatz-Weiterbildung weiter zu qualifizieren. Dies betrifft die Zusatz-Weiterbildung Transplantationsmedizin, sowie Zusatz-Weiterbildungen, 
- die von allen Fachärzten, sowie von Ärzten ohne abgeschlossene Facharztweiterbildung erworben können und solche
- die Fachärzten der Gebiete der unmittelbaren Patientenversorgung vorbehalten sind.